# 주 도왕
동주 도왕 희맹(東周 悼王 姬猛)은 주나라의 25대 왕이다.

## 생애
기원전 527년에 태자 수가 죽었기에 태자가 되었다.
기원전 520년에 아버지인 주 경왕이 서장자인 왕자 조와 왕자 조의 스승인 대부 빈기(賓起)를 총애했고 빈기도 왕자 조를 좋아해 경왕이 왕자 조를 태자로 세우려고 했으나 결단하지 못하고 4월 을축일에 병으로 죽었다. 빈기를 싫어한 유분(劉蚡)이 선 목공(單 穆公)을 섬기고 있었는데 마침 유분의 아버지 유(劉)나라 헌공(劉 獻公)이 무진일에 죽자 선 목공이 유분을 세우니 이가 유 목공이다. 이어서 유 목공이 빈기를 공격해 죽였다. 5월 4일에 왕자 맹(猛)은 유 목공과 선 목공의 추대를 받아 즉위하였다.
6월 11일에 주나라가 경왕을 안장하자 왕자 조가 옛 관리 및 백공(百工)으로서 작질을 잃은 사람들과 영왕과 경왕의 족인들을 규합하여 난을 일으켜 왕자 개(匄)와 왕위를 다투었다. 이때 교(郊), 요(要)와 전(餞)의 갑사들을 이끌고 주 왕실을 공격했다. 유분은 양으로 달아났고 도왕은 장궁에 있다가 선 목공의 집으로 갔는데 왕자 조의 일파인 왕자 선(還)에게 신변을 탈취당해 다시 장궁에 있었다. 왕을 잃은 선 목공이 도성에서 탈출하자 왕자 조의 일파가 선 목공을 공격했으나 선 목공이 왕자 조의 일당 여덟 사람을 죽이니 왕자 조는 경으로 달아났고, 유 문공은 왕성으로 돌아왔다. 이후 공 간공과 감 평공이 모두 왕자 조에게 패배했다.
11월 12일에 도왕이 병사하자 진(晉)나라는 왕자 조를 치고 왕자 개를 옹립했다. 그가 바로 경왕이다.